# Donau- und Alpenreichsgaue

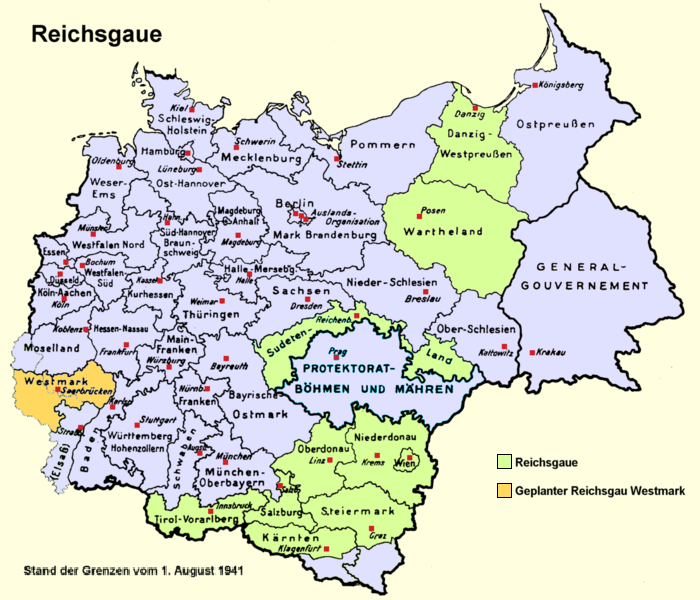
Harta Germaniei din 1941, cuprinzând toate Reichsgaue (reprezentate cu verde; cea din sud este Donau- und Alpenreichsgaue)

Donau- und Alpenreichsgaue (grafiată și Alpen- und Donau-Reichsgaue) era denumirea dată Austriei de către propaganda național-socialistă germană după anexarea Austriei (în germană: Anschluss), în perioada 1942 – 1945.
Prin anexarea din 12 martie 1938 Austria a fost alipită Germaniei naziste. Inițial, în mod neoficial, Austria a fost redenumită Ostmark („Ținutul de răsărit”). În 1942 s-a adoptat denumirea oficială de „Donau- und Alpenreichsgaue” ("Ținuturile reichului ale Alpilor și Dunării", denumire în care este inclus termenul Gaue, numele unei unități administrativ-teritoriale medievale, reintrodus de național-socialiști (naziști) în Germania și Austria), deoarece Ostmark a fost numele purtat de Austria în Evul Mediu (în latină marcha orientalis), perioadă în care statul a fost independent.
Când a fost înființată Donau- und Alpenreichsgaue, i-au fost alipite și teritorii care în prezent nu mai fac parte din Austria.